# Gollhofen
Gollhofen est une commune de Bavière (Allemagne), située dans l'arrondissement de Neustadt an der Aisch-Bad Windsheim, dans le district de Moyenne-Franconie.

## Personnalités liées à la ville
- Christian Rummel (1787-1849), compositeur, chef d'orchestre, pianiste, clarinettiste et violoniste du début de la période romantique né à Gollachostheim